# Bailya
Genre
Bailya est un genre de mollusques gastéropodes marins de la famille des Pisaniidae.

## Liste des espèces
Bailya (Bailya) Smith, 1944
- Bailya (Bailya) anomala (Hinds, 1844)
- Bailya (Bailya) intricata (Dall, 1883)
- Bailya (Bailya) marijkae de Jong & Coomans, 1988
- Bailya (Bailya) milleri Nowell-Usticke, 1959
- Bailya (Bailya) parva (Adams, 1850)

Bailya (Parabailya) Watters & Finlay, 1989
- Bailya (Parabailya) weberi Watters, 1983

### Publication originale
- Smith : Panamic Marine Shells: Synonymy, Nomenclature, Range and Illustrations. Tropical Photographic Laboratory, Winter Park, FL, 127 p.